# Théodora Paléologue Cantacuzène
Théodora Paléologue Cantacuzène (grec moderne : Θεοδώρα Παλαιολογίνα Καντακουζηνή ; morte en janvier 1342) est une aristocrate byzantine, épouse de Michel Cantacuzène, premier gouverneur de Morée. Elle est également mère de l'empereur Jean VI Cantacuzène.

## Biographie
Les origines de Théodora sont obscures. Averikios Th. Papadopulos la nomme Théodora Paléologue Cantacuzène et émet une hypothèse selon laquelle elle serait fille du général Chandrenos (qui repousse la Compagnie catalane de Thessalonique en 1308) et de Théodote Glabas Doukas Tarchaniotès. Cette dernière serait fille du prōtostratōr Michel Paléologue Tarchaniotès (fils de Nicéphore Tarchaniotès) et de Marie Philanthropène (fille de l'amiral Alexis Philanthropène).
Théodora épouse le gouverneur de Morée, Michel Cantacuzène, vers 1293, et devient mère de Jean Cantacuzène (futur empereur byzantin Jean VI). Théodora meurt en 1342.